# 利物浦街 (雪梨)
利物浦街是澳洲新南威爾斯州雪梨商業中心區的一條東西向街道。
利物浦街位於商業中心區南部，形成奚拍園的南部邊界。在伊利沙伯街，交通向西流動，僅流向位於達令港的西端盡頭。從伊利沙伯街向東，交通向東西雙向流動，到達魏德倫廣場的一個主要路口，然後繼續作為一條小型市郊街道穿過東雪梨及打令靴士，終止於界限街（Boundary Street）。

## 發展
唐寧中心（前為百貨公司麥魁大商店駐地）是位於伊利沙伯街與卡士禮街之間的利物浦街街區的一個主要綜合建築物。
世界廣場是一個大型商住混合發展項目，佔據整個街區，以利物浦街、佐治街、高賓街及必街為界。它設有購物中心、酒店以及辦公及住宅樓宇。利物浦街旁的利物浦里（Liverpool Lane）是世界廣場的一部分，設有食肆、咖啡茶座及外帶商鋪。
沿街的餐飲場所眾多，其中有許多西班牙食肆。該區域因此被稱為雪梨的「西班牙區」。

## 運輸
鐵路博物館站的正門位於利物浦街夾伊利沙伯街角。

## 圖集

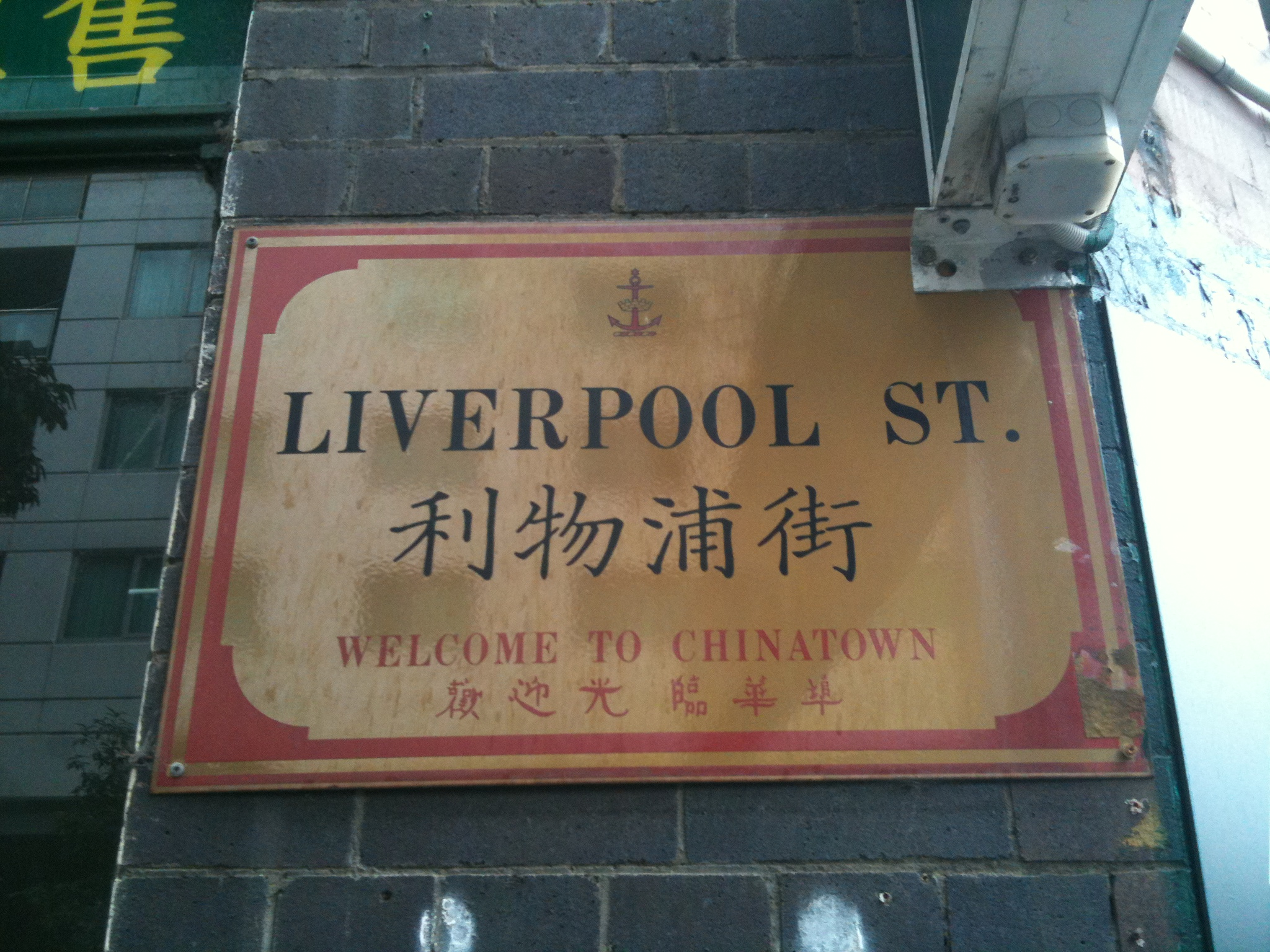
利物浦街雙語路牌
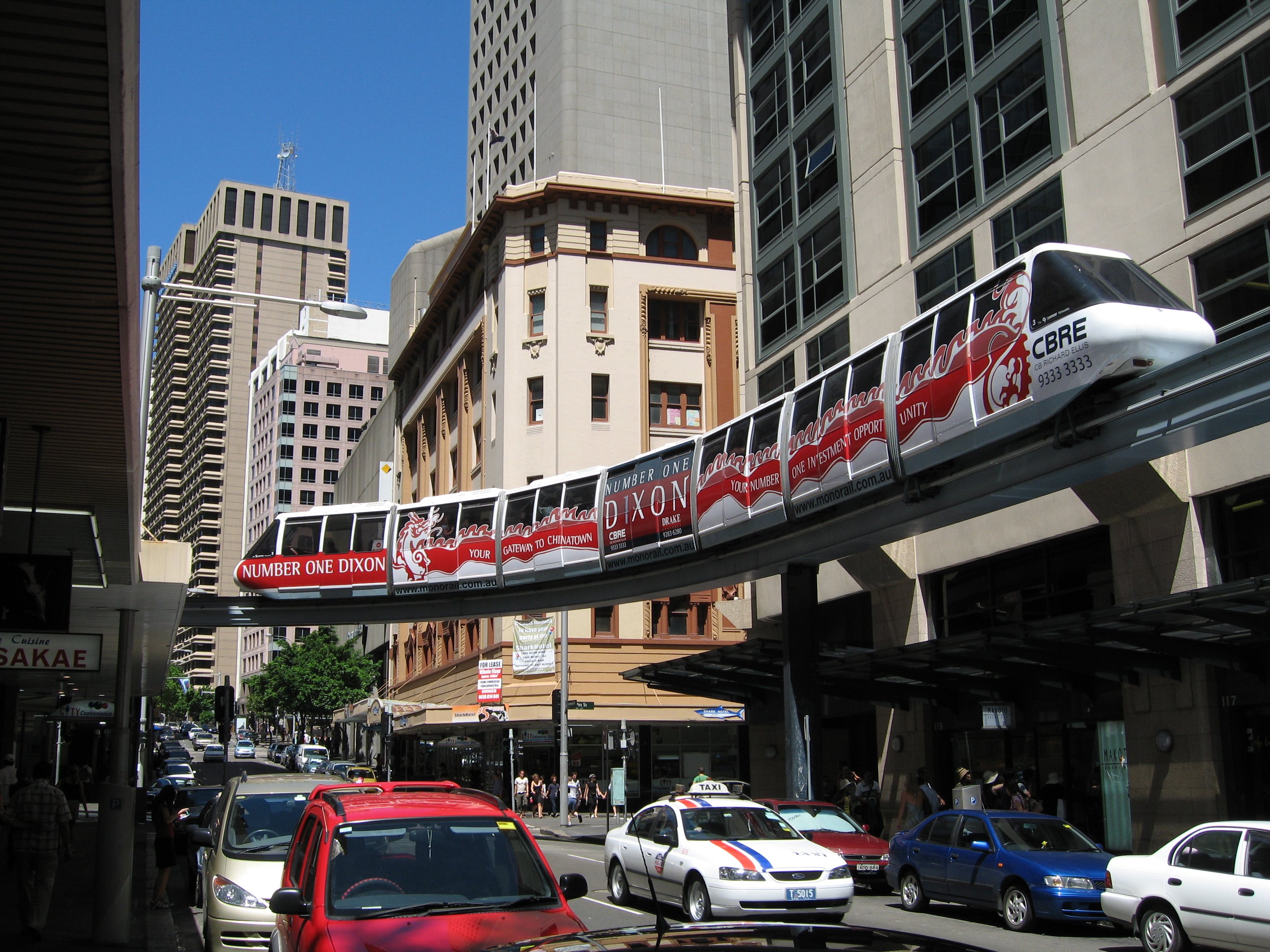
雪梨單軌電車舊相
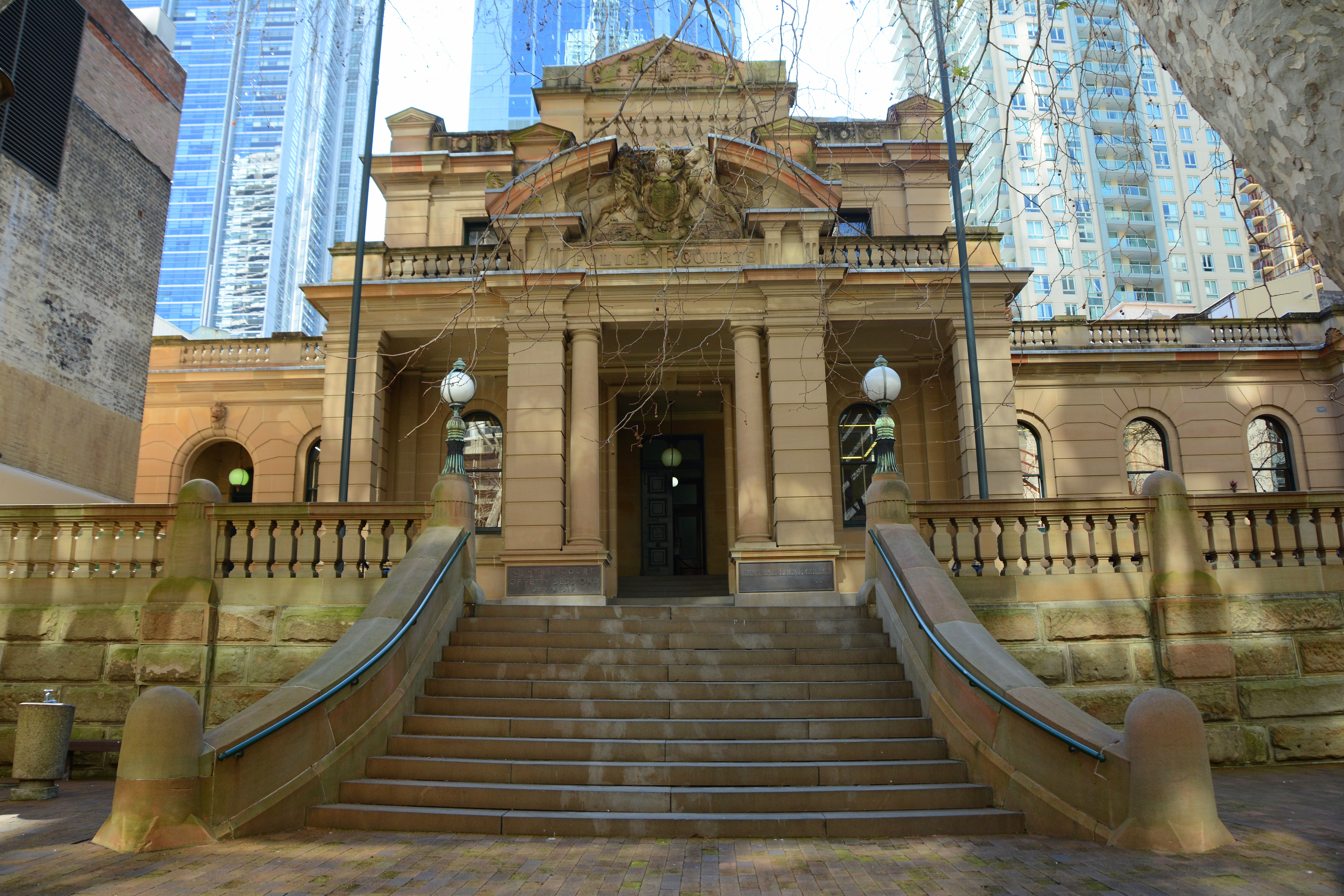
中央法院（英语：Central Local Court House, Sydney）
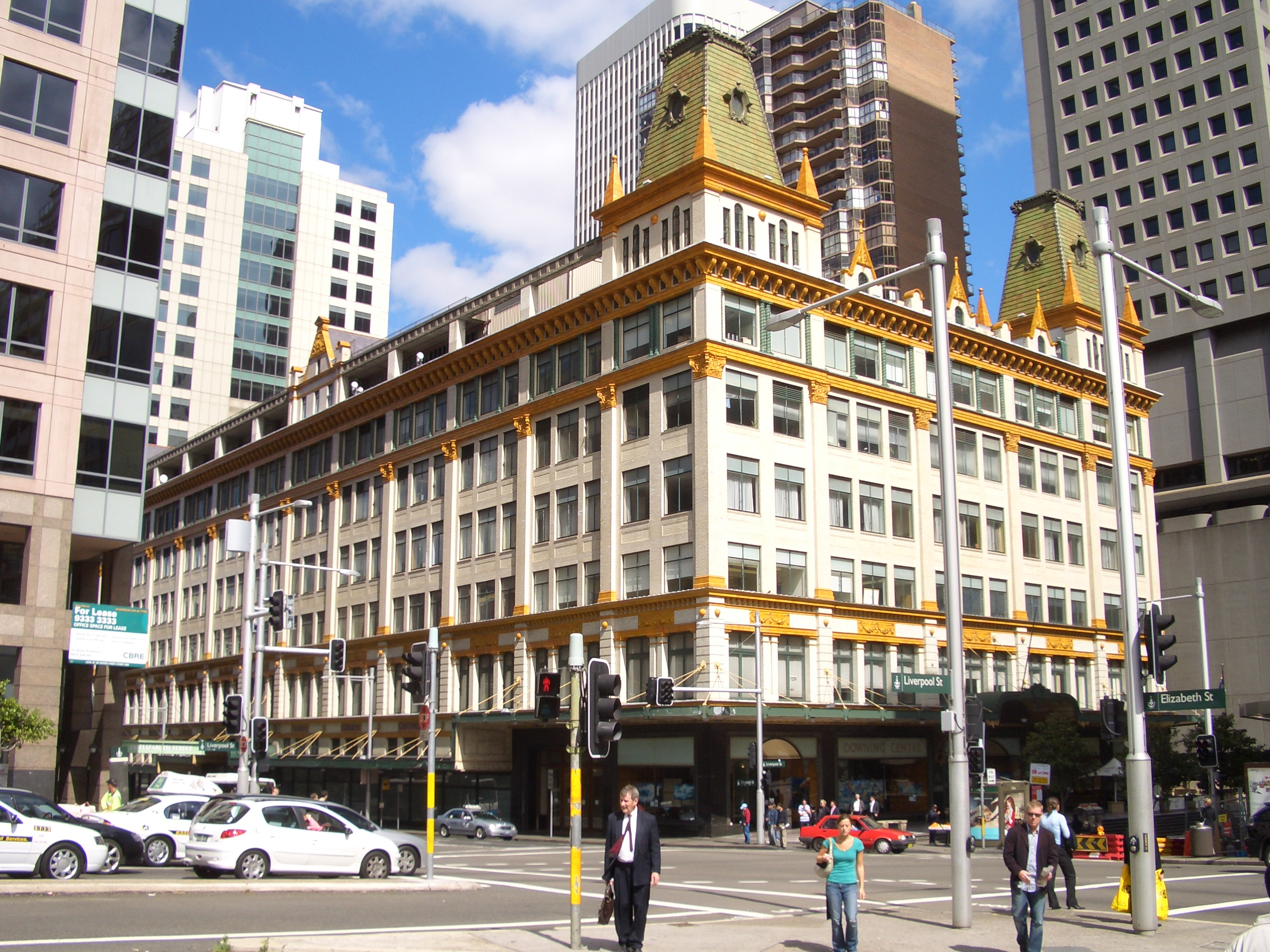
唐寧中心（英语：Downing Centre）
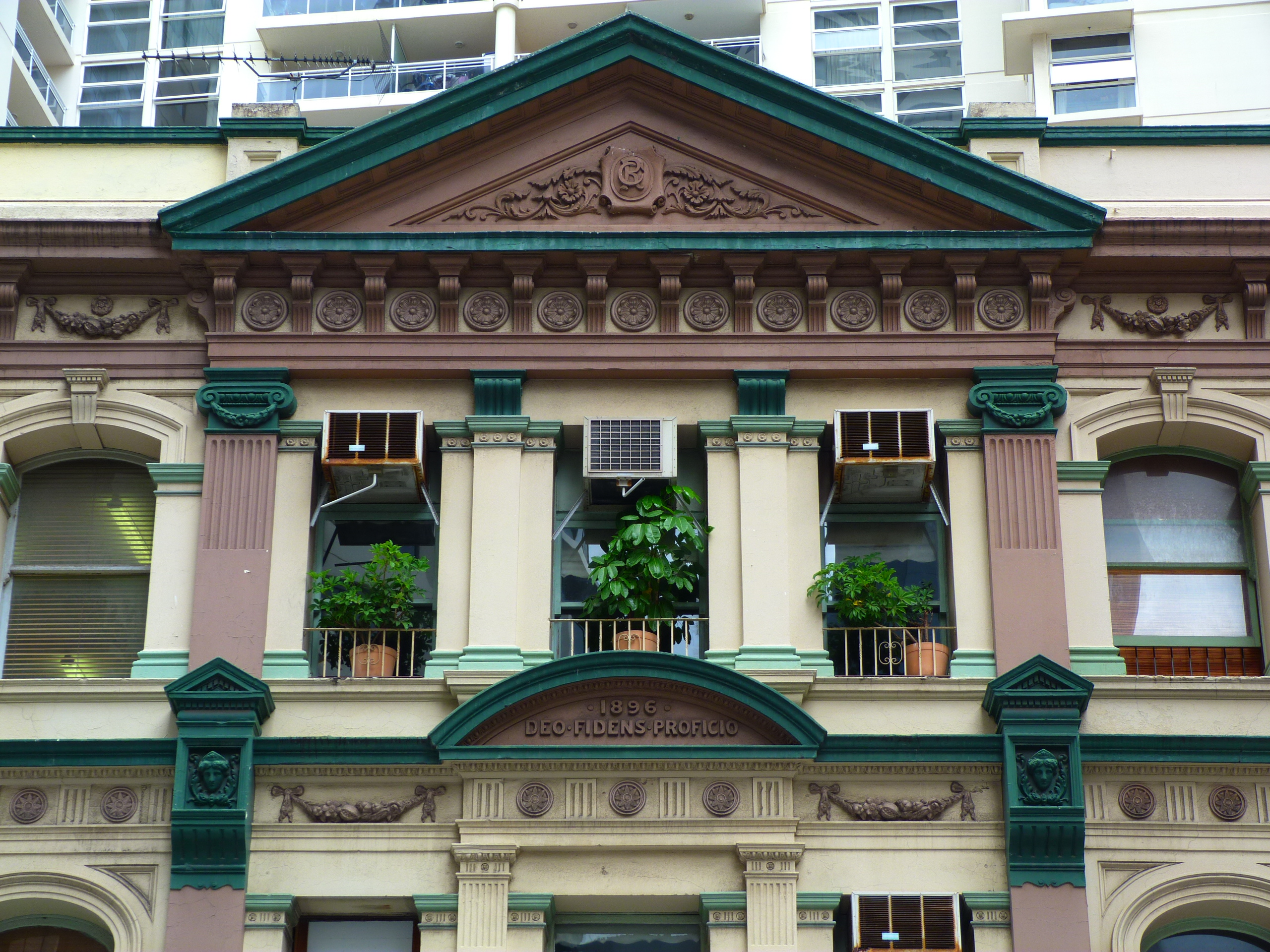
商業樓宇
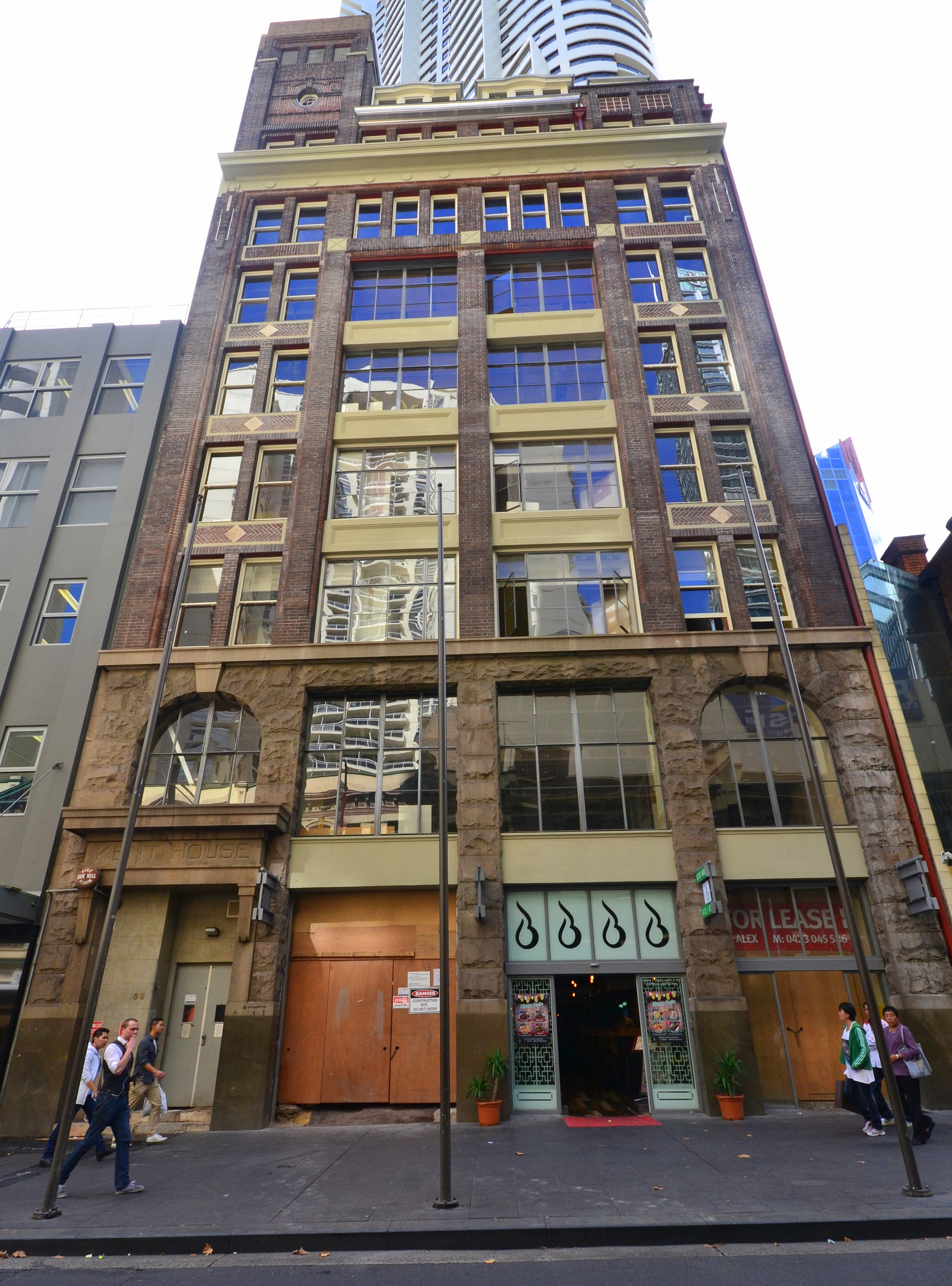
根德樓（Kent House）